# Christine Rohr

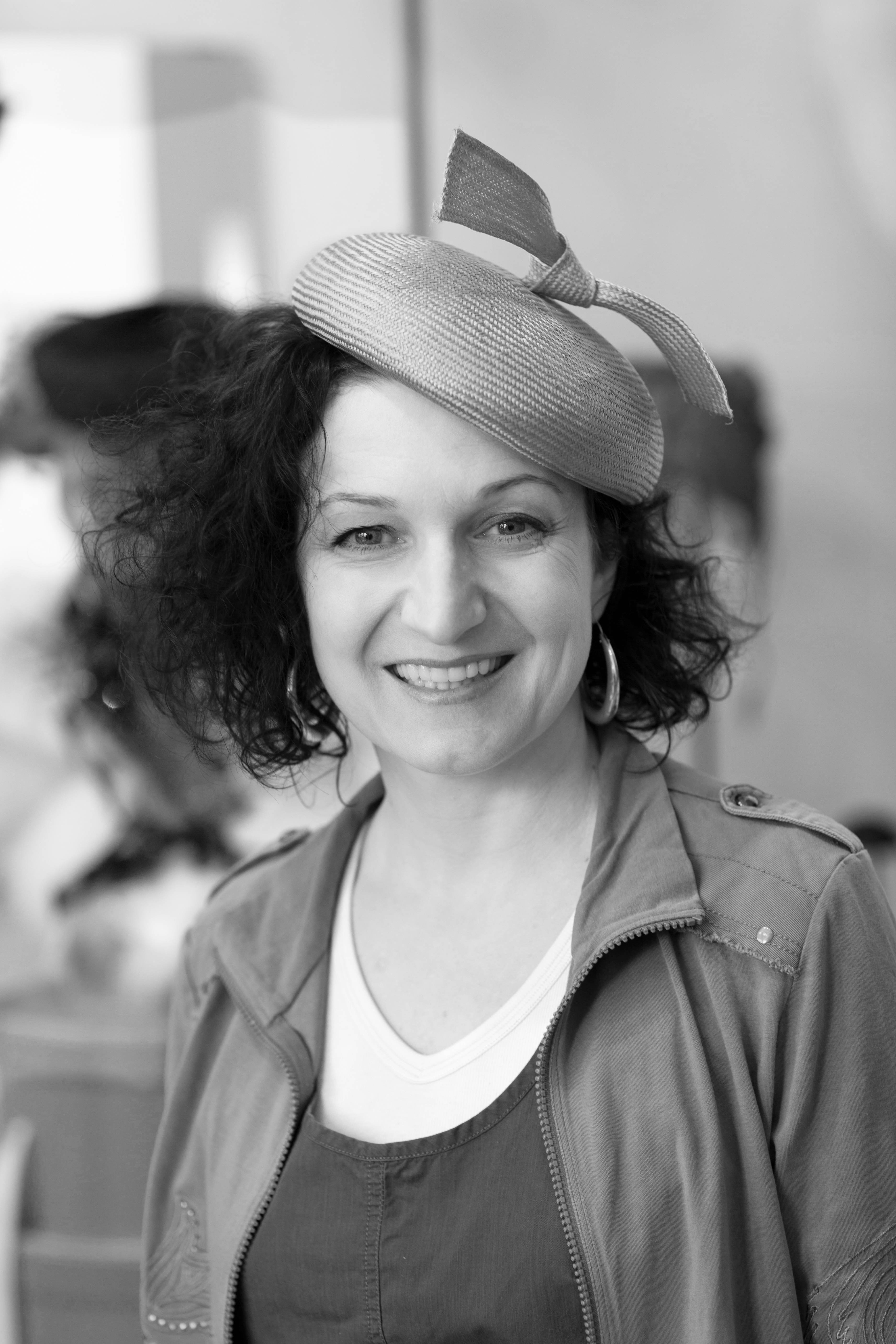
Christine Rohr, 2012

Christine Rohr (* 2. August 1969 in Trofaiach) ist eine österreichische Modistin, Textil- und Modedesignerin.

## Leben
Christine Rohr wurde als zweites Kind von Rosa und Alfred Rohr in Trofaiach geboren.
1991 absolvierte sie die Modistenklasse der Modeschule Wien im Schloss Hetzendorf. Im Jahr 1992 legte sie die Meisterprüfung als Modellmodistin ab und ist seitdem die einzige Meisterin ihres Berufs in der Steiermark. Ab 1993 arbeitete sie als selbstständige Modistin in Trofaiach, Wien und Graz. 2004 eröffnete sie ein eigenes Atelier in Graz und schloss 2005 ihr Studium zur Magistra artium in Kunstpädagogik und Textiler Kunst an der Kunstuniversität Linz ab.
Von 1996 bis 2008 war Christine Rohr für verschiedene österreichische Theaterinszenierungen tätig, darunter die Seefestspiele Mörbisch, für die sie Kopfbedeckungen und Tierkostüme von 13 Produktionen entworfen und gefertigt hat. Beim Lifeball in Wien war sie mehrmals für den Kopfputz der Debütanten und prominenten Ballbesuchern zuständig. 2015 stellte sie als eine von acht internationalen Modistinnen ihre Hut-Kreationen im Rahmen des Dubai World Cups aus, der als das höchstdotierte Pferderennen der Welt gilt. Ihre Hüte befinden sich in den Sammlungen des Universalmuseums Joanneum und des Wien Museums.
2009 gründete sie die Christine-Rohr-Academy – Schule für Modellmodisterei und Textildesign in Graz. Daneben lehrt sie an Modeschulen, Berufsschulen und den Pädagogischen Hochschulen. International unterrichtete sie beim International Millinery Forum im australischen Wagga Wagga. Am Wirtschaftsförderungsinstitut Steiermark leitet Christine Rohr die Kurse zur Modellmodistenausbildung.

## Ausstellungen
- 2011: Alter Hut und neue Mode. Museum im Palais, Universalmuseum Joanneum (Einzelausstellung)[8]
- 2012: Gut Behütet. Die Geschichte des Hutes, Erzherzog-Franz-Ferdinand-Museum im Schloss Artstetten, Niederösterreich[9]
- 2015: World Cup in Dubai[2]
- 2016–2017: Hats, Art and Fashion by Christine Rohr, Deutsches Hutmuseum Lindenberg

Modeschauen
- 2009: Das Universum, Alte Universität Graz
- 2011: Bouquet de Fleurs, St. Veiter Schloss Graz
- 2013: Die ganze Welt ist Himmelblau, Museum im Palais Universalmuseum Joanneum Graz[10]
- 2015: The Art of Fashion, Kunsthaus Graz

## Auszeichnungen
- 2013 Steirisches Landeswappen[11]

## Funktionen
Bis 2012 war sie acht Jahre lang Funktionärin im Ausschuss der Innung für Bekleidungstechnik. Als Landes- und Bundesberufsgruppensprecherin der Hutmacher und Modisten hat sie die Rahmenbedingungen dieses Gewerbes mitgestaltet.
Sie ist die erste Präsidentin des neugegründeten Weltverbandes „International Federation of Milliners and Hatters“ und war bis 2014 als Obfrau des Mode-Vereins „Masters 4 Fashion“.